# Lukas Wetterberg
Hans Lukas Wilhelm Wetterberg (* 13. Januar 2006) ist ein schwedischer Schauspieler.

## Leben und Karriere
Wetterberg wurde am 13. Januar 2006 geboren. Er besuchte die Pops Academy in Stockholm. Sein Debüt gab er 2020 in der Fernsehserie Björnstad. Anschließned bekam er 2021 in dem Film Eva & Adam eine Hauptrolle. Außerdem war er 2022 in Clark zu sehen. 2024 spielte Wetterberg in dem Film Beck – Vilhelm mit.

## Filmografie
Filme
- 2021: Eva & Adam
- 2024: Beck – Vilhelm

Serien
- 2020: Björnstad
- 2022: Clark